# Cläre Quast
Klara „Cläre“ Quast, geborene Riedesel, verwitwete Muth, (* 4. Mai 1902 in Barmen; † 26. April 1984 in Ost-Berlin) war eine deutsche Widerstandskämpferin gegen das NS-Regime und Gewerkschafterin.

## Kindheit und Jugend
Cläre Riedesel wurde als Tochter einer Arbeiterfamilie mit acht Kindern geboren. Nach der Volksschule bekam sie ein Stipendium für die Hauswirtschaftliche Fortbildungsschule in Arrenberg. 1917 sollte sie nach dem Willen der Mutter als Haustochter im Haushalt des Textilhändlers Fischel untergebracht werden, da diese hoffte, dass Cläre dort genügend zu essen bekam. Als die Schule erfuhr, dass es sich bei Fischel um einen Juden handelte, wurde die Tochter der Schule verwiesen. Nach drei Monaten wurde sie jedoch entlassen, weil sie Speck aus der Speisekammer hatte mitgehen lassen; auch die Mutter, die für Fischel als Schneiderin arbeitete, verlor ihre Stelle. Anschließend arbeitete die Tochter in verschiedenen Unternehmen für die Rüstungsproduktion.
1919 wurde Cläre Riedesel Mitglied der Freien sozialistischen Jugend, dann des Kommunistischen Jugendverband Deutschlands und des Deutschen Bekleidungsarbeiter-Verbandes, auch einige ihrer Geschwister engagierten sich politisch links. Zudem engagierte sie sich im Betriebsrat der Firma, in der sie arbeitete, in der Freiwilligen Arbeiter-Hilfe und der Roten Hilfe Deutschlands. 1922 wurde sie Mitglied der KPD und 1927 des Rote Frauen- und Mädchenbundes. Sie betrieb hauptsächlich Kinder- und Jugendarbeit, wie etwa Pionierlager, und galt als gute und schlagfertige Rednerin. Von Januar bis März 1928 besuchte sie die Reichsparteischule der KPD „Rosa Luxemburg“ in Dresden.

## Widerstand und Verfolgung
1930 heiratete Cläre Riedesel Willi Muth, der wie sie Mitglied der KPD war. Einer ersten Verhaftungswelle durch die NS-Behörden nach dem Reichstagsbrand am 27. Februar 1933 entkam das Ehepaar Muth, weil es just umgezogen war, und es betrieb den Wiederaufbau der Untergrund-KPD in Wuppertal. Cläre Muth war insbesondere für die Kontaktaufnahme mit Arbeiterinnen in Textilunternehmen zuständig. Bald wurden die Eheleute darauf aufmerksam, dass sie beschattet wurden.
Trotz verschiedener Vorsichtsmaßnahmen wurde Willi Muth am 17. Januar 1935 verhaftet. Cläre Muth versteckte sich bei Freunden in einer Mansarde und floh anschließend mit Hilfe ihres Schwagers Heinrich Muth in die Niederlande, wo sie vom Tod ihres Mannes erfuhr. In den Niederlanden war sie leitende Mitarbeiterin des Wuppertaler Komitees zur Reaktivierung der gewerkschaftlichen Opposition, auch mit Hilfe ihrer älteren Schwester Berta, die 1943 mit den Eltern der beiden Frauen bei einem Bombenangriff auf Wuppertal ums Leben kam. Cläre Muth wurde von den deutschen Behörden wegen „Vorbereitung zum Hochverrat“ gesucht und 1937 ausgebürgert. In der Akte der Gestapo ist über Cläre Muth zu lesen: „Sie gehört zu den rührigsten und massgebenden Funktionären der illegalen KPD, die im Auslande die gemeinsten Greuelnachrichten über Deutschland verbreiten.“ Unter „Sprachen“ ist vermerkt: „Bergische Mundart“.
Von den Niederlanden aus flüchtete sie weiter nach Frankreich, wo sie im Thälmann-Komitee mitarbeitete und Mitglied des Koordinierungsausschusses deutscher Gewerkschaften in Frankreich (1937–1939) war. Von August 1939 bis 1941 war sie in Haft, zunächst als „unerwünschte Ausländerin“ im Pariser Frauengefängnis Petite Roquette und später im südfranzösischen Lager Rieucros.

## Emigration nach Mexiko
1941 gelang es Cläre Muth, ein Visum für Mexiko zu erlangen und dorthin zu emigrieren. In Mexiko-Stadt war sie Mitglied der Bewegung Freies Deutschland sowie des Heinrich-Heine-Klubs in Mexiko-Stadt. 1942 heiratete sie Richard Quast (1896–1966), der unter dem Namen Paul Hartmann in Mexiko lebte, weshalb sie dort den Namen Clara Hartmann trug.

## In der DDR
Nach Ende des Zweiten Weltkriegs kehrte Cläre Quast zunächst nach Wuppertal zurück; 1947 zog sie nach Ost-Berlin. Von 1948 bis 1958 war sie Mitglied bzw. Vorsitzende des Bezirksvorstandes Berlin der IG Textil-Bekleidung-Leder im Freien Deutschen Gewerkschaftsbund. Anschließend arbeitete sie bis 1963 am Institut für Marxismus-Leninismus beim ZK der SED, Abteilung Geschichte/Sektion Widerstand. Von Mai 1948 bis Oktober 1949 gehörte sie als Mitglied der FDGB-Fraktion dem Deutschen Volksrat und bis Oktober 1950 der Provisorischen Volkskammer der DDR an, damals unter dem Namen Cläre Muth. Im Juni 1977 wurde sie als Veteranin in Berlin mit dem Vaterländischen Verdienstorden in Gold ausgezeichnet.
Der Nachlass von Cläre Quast befindet sich im Bundesarchiv.